# Aphodius lusitanicus
Aphodius frigidus es una especie de coleóptero de la familia Scarabaeidae.

## Distribución geográfica
Habita en la península ibérica (España y Portugal) y el Magreb.